# Приключение (фильм)
«Приключение» (итал. L'Avventura) — кинодрама итальянского режиссёра Микеланджело Антониони. Фильм получил специальную премию на Каннском кинофестивале (1960), породил массу споров среди зрителей и сделал Антониони величиной мирового масштаба. «Приключение» открывает чёрно-белую «трилогию отчуждения» Микеланджело Антониони. В двух других фильмах трилогии — «Ночь» и «Затмение» — также снялась подруга режиссёра, Моника Витти.
Приз жюри Каннского кинофестиваля 1960 года, номинация на британскую премию BAFTA в категориях лучший фильм и лучшая иностранная актриса (Моника Витти).

## Сюжет
Во время круиза по Липарским островам изнывающие от скуки светские персонажи оказываются вовлечёнными в «приключение». Анна, дочь известного дипломата, исчезает на необитаемом острове. Поначалу спутники теряются в догадках относительно её судьбы, однако наметившаяся детективная интрига вскоре уступает место новым отношениям, которые пытаются выстроить любовник пропавшей женщины, Сандро, и её подруга Клаудия. Она надевает на себя блузку пропавшей и невольно занимает её место в жизни Сандро. Когда память об Анне окончательно изглаживается из их жизни, Клаудия обнаруживает измену Сандро с проституткой в отеле.

## В ролях
- Габриэле Ферцетти — Сандро
- Моника Витти — Клаудия
- Леа Массари — Анна
- Доминик Бланшар — Джулия
- Ренцо Риччи — отец Анны
- Эсмеральда Русполи — Патриция

## Новый киноязык
Настоящим «приключением» для зрителя является не исчезновение Анны, а неудачные попытки героев сформировать осмысленные отношения и эмоциональные связи. С помощью глубоких ракурсов и тщательно выстроенных мизансцен режиссёр революционно обновляет язык кинематографа. Экзистенциальная опустошённость главных героев, их неизбывная отчуждённость друг от друга рифмуются с безлюдными пейзажами, в которых помещено действие.
«Приключение» — один из нескольких фильмов начала 1960-х, которые стали краеугольными камнями европейского авторского кино. Как отметил ещё Умберто Эко в «Открытом произведении» (1962), причинно-следственные связи и логика сюжетного развития приносятся режиссёром в жертву исследованию психологии героев. Растущее у зрителя по ходу фильма подозрение, что фильм «никуда не ведёт», что он того гляди превратится в случайный набор эпизодов, сродни эмоциональным, этическим и экзистенциальным сомнениям персонажей относительно содержания их жизней. В литературе отмечается, что

Антониони нарушил Аристотелев принцип «завязка-кульминация-развязка»; физический закон, что энергия никуда не исчезает, а превращается, нарушил тоже. Как же, исчезает: пропала Анна и не нашли, и забыли, что искали.
— «Афиша»
Мартин Скорсезе сравнивает исчезновение Анны с убийством главной героини в середине другой картины 1960 года — хичкоковского «Психо». Отличие в том, что Антониони не объясняет, что с ней произошло. Как это бывает в жизни, его персонажи забывают одно событие и с головой погружаются в другое: «Они плывут по жизни, от одного импульса к другому, и всё, что с ними происходит, оказывается лишь предлогом: поиски — предлог, чтобы сблизиться; сближение — ещё один предлог, нечто, что формирует их жизни и наполняет их хоть каким-то смыслом».
По словам французского писателя и сценариста Алена Роб-Грийе, многие сцены после исчезновения Анны сняты так, что кажется, будто за героями кто-то наблюдает, и может сложиться впечатление, что это Анна. При этом, когда он спросил у Антониони, имел ли тот это в виду, Антониони ответил: «Конечно же нет, потому что к тому моменту мы уже сняли сцену, в которой находят труп (фр. Sûrement pas, puisqu'à ce moment-là on avait déjà tourné la scène où l'on retrouve le corps)». Сцена с обнаружением трупа Анны, однако, не была включена в фильм.

## Награды и номинации
| Премия                 | Категория                  | Номинант               | Результат |
| ---------------------- | -------------------------- | ---------------------- | --------- |
| BAFTA                  | Лучший фильм               | Микеланджело Антониони | Номинация |
| BAFTA                  | Лучшая иностранная актриса | Моника Витти           | Номинация |
| Каннский кинофестиваль | Золотая пальмовая ветвь    | Микеланджело Антониони | Номинация |
| Каннский кинофестиваль | Приз жюри                  | Микеланджело Антониони | Победа    |